# Battaglia del Volturno
La battaglia del Volturno indica alcuni scontri armati tra i volontari garibaldini e le truppe borboniche, avvenuti tra il 26 settembre e il 2 ottobre 1860 nei pressi del fiume Volturno, durante la spedizione dei Mille.
Il territorio impegnato dalle vicende belliche è sito nell'attuale provincia di Caserta, delimitato all'incirca in un triangolo avente i vertici nelle città di Capua, Caiazzo e Maddaloni.
Sebbene in inferiorità di uomini e mezzi, i volontari dell'Esercito meridionale al comando di Giuseppe Garibaldi, dopo duri combattimenti nelle località sunnominate, riuscirono a respingere il tentativo dei napoletani di rompere l'accerchiamento di Gaeta e marciare su Napoli, convincendo i generali borbonici ad interrompere ogni tentativo di avanzata e a ritirarsi nelle posizioni di partenza.
La battaglia fu l'ultimo tentativo fatto da Francesco II di respingere i garibaldini e riconquistare il proprio regno, ma il suo fallimento segnò definitivamente la fine del Regno delle Due Sicilie: il Re infatti, demotivato e persa la fiducia nei suoi comandanti, decise di chiudersi a Gaeta con i resti delle forze a lui fedeli, in attesa di un eventuale aiuto straniero alla sua causa, che tuttavia non giunse mai.
Francesco II si arrese definitivamente il 13 febbraio 1861, dopo cinque mesi di assedio da parte dell'esercito piemontese.

## Forze in campo

### Esercito del Regno delle Due Sicilie
L'Esercito di Re Francesco II, almeno sulla carta, si presentava con una schiacciante superiorità numerica e di mezzi rispetto alla controparte garibaldina: stando ai documenti l'armata borbonica dispiegava, tra Capua, Gaeta e il Volturno, circa 40.000 soldati, di cui 8000 appartenenti ai cosiddetti "corpi esteri", composti da mercenari svizzeri e bavaresi, al comando di Johann Lucas von Mechel.
Il re Francesco II aveva chiesto al generale francese Le Moriciere di guidare l'esercito napoletano che però oppose un diniego essendo stato ingaggiato dal Papa e impegnato nella difesa dello stato pontificio. Il Re nominò quindi il vecchio Maresciallo Giosuè Ritucci Lambertini di Santanastasia, un militare fedele al Re ma titubante ed eccessivamente prudente.
Sulla carta l'esercito reale appariva come un'armata professionale formidabile, tuttavia vi erano molti elementi che contribuivano a qualificarla come il proverbiale "gigante dai piedi d'argilla": fatta eccezione per i corpi mercenari svizzeri e bavaresi, la stragrande maggioranza della milizia borbonica era composta principalmente da coscritti, con poca o nulla esperienza militare, se non le limitate operazioni di contrasto al fenomeno del brigantaggio, i quali, sebbene molti fossero tenacemente fedeli al Re, nutrivano scarsa fiducia nel corpo ufficiali; quest'ultimi infatti, nonostante fossero tutti formati all'ottima Accademia della Nunziatella, erano spesso rampolli dell'alta società napoletana parcheggiati in un esercito che non sosteneva una battaglia da 50 anni, dai tempi di Gioacchino Murat.
Alla battaglia, tuttavia, non prese parte l'intera armata borbonica, ma vennero impiegati circa 25000 uomini, tra questi tutti i mercenari svizzeri e bavaresi e una forza di artiglieria di 42 pezzi da campagna.

### Esercito meridionale (Garibaldini)
A differenza dell'Esercito delle Due Sicilie, che almeno sulla carta era una forza armata professionale di tutto rispetto, l'Esercito meridionale al comando di Giuseppe Garibaldi poteva dare l'impressione di un'armata raccogliticcia di volontari che, apparentemente, non erano addestrati alla guerra; tuttavia molti dei volontari che componevano l'armata garibaldina, a differenza dei soldati napoletani, avevano già avuto esperienze di combattimento: la stragrande parte erano ex-soldati dell'Esercito Piemontese che, con il segreto assenso di Re Vittorio Emanuele II, si erano uniti già in Sicilia ai garibaldini congedati "provvisoriamente" dall'esercito piemontese, quasi tutto il 46º reggimento di linea dell'esercito piemontese militava nelle file dell'esercito di Garibaldi oltre a soldati scelti provenienti da molti altri corpi dell'esercito Savoia. Molti erano parte del corpo dei Cacciatori delle Alpi, reduci della Seconda Guerra d'Indipendenza. Un esercito esperto e aduso al combattimento molto di più di quello Borbone.
Inoltre è da segnalare tra i Garibaldini anche la presenza di reparti composti da stranieri, quali la Legione Ungherese, un reparto di cavalleria forte di circa 500 cavalieri comandata da Stefano Turr, e la Legione Britannica (forte di quasi 600-1.000 uomini) al comando del Colonnello John Whitehead Peard.
La maggior parte degli storici concordano che le forze garibaldine schierate sul Volturno assommassero a circa 24300 uomini e 24 pezzi d'artiglieria.

#### Il piano di battaglia
Francesco II richiese un piano di battaglia a Le Moriciere che lo elaborò guardando una carta geografica dei luoghi. Il piano poi fu presentato a Ritucci che lo criticò ma poi lo accettò per obbedienza al re e, probabilmente, per scaricare la propria  responsabilità in caso di insuccesso.
Il piano prevedeva quattro direttrici di assalto. La prima colonna alla destra dello schieramento avrebbe attaccato i Garibaldini presso il villaggio di Santa Maria Capua Vetere. Una seconda colonna avrebbe attaccato al centro presso il villaggio di Sant'Angelo in Formis ai piedi del monte Tifata. Una terza colonna avrebbe dovuto aggirare i monti Tifatini, colonna che a sua volta si sarebbe divisa in due contingenti di attaccanti: una che avrebbe dovuto attaccare i Garibaldini al valico dei Ponti della Valle, all’estrema sinistra del fronte, mentre l’altra colonna avrebbe  dovuto attraversale le alture intorno a Caserta Vecchia per poi ricongiungersi alla prima prendendo alle spalle i garibaldini a  S. Maria e a S. Angelo.
Il piano era brillante ma, come ex post hanno ravveduto vari analisti storici, le due ali estreme del fronte si sarebbero trovate a circa 60 chilometri di distanza con poche possibilità di comunicazione e di aiuto reciproco. I quattro assalti quindi rischiavano di restare isolati gli uni dagli altri, come poi in effetti avvenne.
Il piano di difesa di Garibaldi invece prevedeva una maggiore coordinazione dei reparti che erano più vicini e soprattutto fu costituita una grossa riserva presso Caserta agli ordini del generale Turr che poteva agevolmente intervenire dove ce ne fosse stato bisogno.

## La battaglia
L'esercito borbonico era reduce dalla prima vittoria contro l'esercito garibaldino ottenuta a Caiazzo, dove le truppe garibaldine erano state battute e avevano subito non poche perdite e dove Garibaldi aveva perduto la sua fama di imbattibilità. Dopo le scaramucce avvenute fra il 26 e il 30 settembre i borbonici operarono un'offensiva con il passaggio del fiume a Triflisco (casale del comune di Bellona), per puntare su Santa Maria a Valogno, ma furono arrestati dal fuoco di due compagnie della Brigata Spangaro, attestate a San Iorio. Finalmente il primo ottobre il maresciallo generale Giosuè Ritucci, che comandava i borbonici riuniti a Capua e in parte sulla destra del Volturno sino a Caiazzo, si decise ad attaccare con l'intento di muovere frontalmente con due divisioni, la Ribera e la Tabacchi, sul centro garibaldino a Sant'Angelo in Formis e a Santa Maria Capua Vetere per raggiungere Caserta e da lì dirigersi su Napoli: due colonne laterali dovevano cooperare all'azione.
Le truppe di Garibaldi occupavano un fronte assai esteso, di ben venti chilometri, allo scopo di proteggere le numerose comunicazioni per Napoli e Caserta: avevano la destra a Sant'Angelo con i soldati comandati da Giacomo Medici e a Santa Maria Capua Vetere con gli uomini della brigata Milbitz, il centro a nord di Caserta con i volontari comandati da Gaetano Sacchi per la riserva e il quartier generale di Garibaldi con i volontari comandati da Stefano Turr. L'azione iniziò a ovest da parte dei borbonici che, incoraggiati dalla presenza del re Francesco II e dei conti di Trapani e Caserta sfondarono la prima linea dei garibaldini costringendoli alla ritirata. Garibaldi, messosi alla testa di una compagnia e con i volontari di Medici, riuscì a ristabilire la situazione. In quell'occasione, mentre Garibaldi si recava a Sant'Angelo, la sua carrozza venne attaccata dai soldati borbonici, il cocchiere fu ucciso, l'ufficiale accanto a Garibaldi ferito mortalmente e Garibaldi stesso scampò alla morte salvato dall'intervento dei suoi che lo trasportarono in salvo fuggendo per un vallone.
Intanto si continuava a combattere con accanimento a Santa Maria Capua Vetere, dov'era ferito lo stesso generale Izenschmid Milbitz, sostituito da Enrico Fardella al comando della brigata, e si segnalava la presenza della cavalleria ungherese del maggiore Scheiter accorsa da Caserta insieme alla brigata Eber della riserva comandata da Turr. Alle ore 18 i borbonici furono costretti a ripiegare facendo ripristinare la linea garibaldina Santa Maria Capua Vetere-Sant'Angelo in Formis. Nel frattempo si combatteva pure sulle colline a est da Monte Tifata,  a Monte Viro e a Castel Morrone, dove cadeva Pilade Bronzetti alla testa del 1º Battaglione Bersaglieri, che andò distrutto.

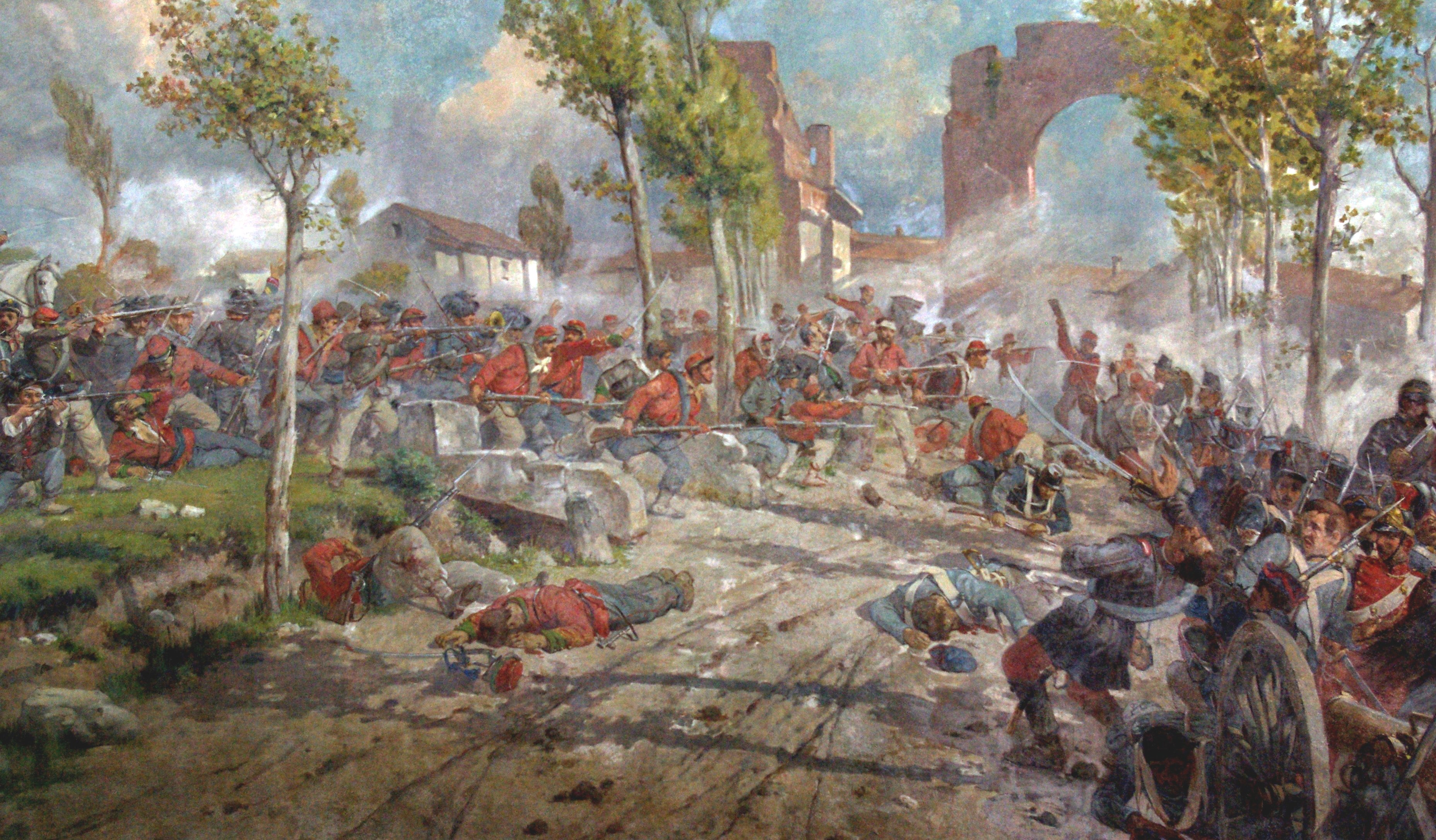
Fase dei combattimenti vicino all'arco di Adriano, a Santa Maria Capua Vetere.

Un altro combattimento assai importante e di maggiori proporzioni si svolgeva frattanto a est, ai Ponti della Valle, sulla via per Maddaloni. Il settore era affidato a Nino Bixio, il quale si dichiarò deciso a morirvi prima di lasciarlo. Le truppe garibaldine il primo giorno di ottobre vennero attaccate dalla brigata estera del generale von Mechel, che nel primo scontro perse il proprio figlio che ricopriva il grado di tenente. Di fronte all'impeto delle truppe borboniche, bavaresi e svizzere, Bixio dovette retrocedere con gravi perdite oltre il Monte Caro; questa posizione nel corso della serata venne ripreso dal colonnello Dezza con i battaglioni Bersaglieri Menotti e con il battaglione Bersaglieri Taddei, facendo ripiegare von Mechel a nord oltre Dugenta.
Dopo il ripiegamento del von Mechel la colonna borbonica del colonnello Perrone rimase in posizione isolata presso Caserta con circa tremila uomini. Venne attaccata il 2 ottobre mattina, di fronte e alle spalle, dalle truppe garibaldine con il concorso di volontari del 1º Battaglione Bersaglieri piemontesi del maggiore Soldo. Il contingente borbonico, preso fra due fuochi, dovette arrendersi.
Si chiudeva così la battaglia più grande e decisiva della campagna garibaldina.

## Conseguenze
Sebbene il numero di morti e feriti tra le parti sostanzialmente si equivalesse (circa 306 morti, 1328 feriti e 389 prigionieri per i garibaldini, 308 morti, 820 feriti e 3063 prigionieri per i borbonici) la rinuncia ad ogni nuova azione offensiva da parte del Ritucci, che si ritirò inaspettatamente verso Capua, lasciò Garibaldi padrone del campo e quindi vincitore della battaglia.
Ritucci fu poi ritenuto responsabile della mancata vittoria ma il generale era un attendista, pensava che le potenze internazionali sarebbero intervenute a difesa del Regno mentre il Re gli chiedeva una decisione che lui non aveva nelle sue corde. Secondo gli analisti storici Ritucci non seppe concentrare le sue forze e sfruttare la cavalleria che in alcuni frangenti avrebbe potuto travolgere i garibaldini e ad alcuni errori tattici avrebbero contribuito anche diversi suoi subordinati come il colonnello Giuseppe Ruiz de Balestreros che contravvenne agli ordini di battaglia. Nel piano di attacco della battaglia del Volturno il ruolo della brigata Von Mechel prevedeva che sia le truppe del colonnello svizzero, sia quelle di Ruiz, fossero avanzate verso Caserta unite, per prendere alle spalle il nemico attaccato frontalmente dal resto dell'esercito.
In realtà il colonnello svizzero non fidandosi di Ruiz preferì combattere da solo ai Ponti della Valle, ma Ruiz dimostrò assai poca efficienza, eseguendo con lentezza i suoi movimenti, giungendo molto tardi all'appuntamento con Von Mechel. Distaccò per l'attacco a Castelmorrone un migliaio di uomini senza fare proseguire in avanti gli altri quattromila evitando di andare in soccorso al Von Mechel, cosa che avrebbe consentito una schiacciante vittoria borbonica che il Von Mechel per poco non riuscì ad ottenere da solo.
Ruiz de Balestreros fu attaccato violentemente da tutti gli scrittori di parte borbonica ma il suo pessimo operato fu duramente e pesantemente censurato anche dagli analisti di parte avversa.
La ritirata, vissuta come una sconfitta e patita come visto soprattutto a causa della cattiva gestione strategica da parte dei comandi, fu devastante per il morale dei borbonici, che nel giro di pochi giorni si videro attaccare anche da nord dalle truppe regolari del Piemonte che svestitosi dalle mentite spoglie di Stato neutrale invase il Regno di Napoli. I piemontesi, dopo aver occupato le Marche e l'Umbria pontificie, avevano invaso l'Abruzzo e le provincie settentrionali del Regno discendendo verso sud travolgendo le scarse guarnigioni borboniche che già sguarnite per l'invio di soldati a contrastare l'esercito di Garibaldi opposero poca resistenza.
Francesco II, ormai totalmente sfiduciato dall'idea di riconquistare il suo regno manu militari, si ritirò a Gaeta con i rimasugli delle forze a lui ancora fedeli, confidando in un intervento internazionale da parte delle potenze europee che, nelle sue aspettative, avrebbe dovuto interrompere l'attacco piemontese e reinsediarlo sul trono; ciò tuttavia non avvenne, anche a causa dell'isolamento internazionale in cui suo padre Ferdinando II aveva lasciato il regno alla sua morte e soprattutto dalla volontà inglese che consigliò anche gli altri Stati Nazionali di non aiutare il Regno Meridionale nemmeno diplomaticamente.
Francesco II resistette ai piemontesi ancora cinque mesi assediato a Gaeta da parte dell'esercito piemontese prima di arrendersi il 13 febbraio 1861, ma l'esercito garibaldino era stato già sciolto da mesi. I soldati piemontesi che ne facevano parte rientrarono nei loro ranghi regolari e gli altri furono dispersi dagli stessi piemontesi che si rifiutarono anche di corrispondere le ultime paghe. Garibaldi si isolò a Caprera. Molti garibaldini, delusi dall'atteggiamento dei comandi piemontesi, si unirono ai ribelli meridionali.

## Commento
È ritenuta una delle più importanti battaglie del Risorgimento, tanto per il numero dei combattenti coinvolti che per i risultati ottenuti da Garibaldi, che, sebbene con molta fortuna e con l'aiuto dell'atteggiamento dei comandi dell'esercito napoletano, aveva efficacemente contrastato la ripresa offensiva dell'esercito borbonico. Più che una vittoria garibaldina fu una sconfitta borbonica.
Ragioni politiche e incomprensioni ed anche una propaganda filo-piemontese martellante, non diedero per lungo tempo la dovuta importanza a questa battaglia, di carattere offensivo per le truppe borboniche. Ai borbonici venne meno l'abilità dei capi, persero giorni preziosi prima di attaccare a tutto vantaggio dei loro avversari che ebbero tempo di rafforzarsi sul terreno e non usarono tutta la forza che il loro esercito pure consentiva. Alla battaglia partecipò anche Carmine Crocco agli ordini di Garibaldi dopo avere disertato dall'esercito borbonico. In seguito egli sarebbe divenuto il più noto capobanda del brigantaggio postunitario rappresentando una spina nel fianco dell'esercito piemontese per anni.

## Note

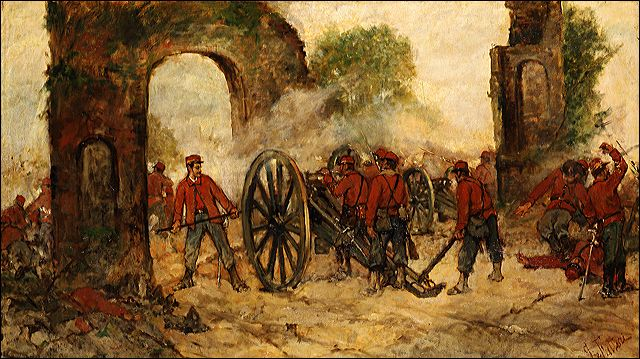
Giovanni Fattori:battaglia del Volturno, Garibaldini a Santa Maria Capua Vetere